# Museo d'arte italiana di Lima
Il Museo d'arte italiana di Lima (in spagnolo: Museo de Arte Italiano) è un ente museale peruviano, custode e divulgatore di opere d'arte di origine italiana. È l'unico museo d'arte europea nel Perù.

## Storia
Il Museo fu donato al Perù dalla comunità italiana residente nel paese, con il sostegno di Gino Salocchi, in occasione delle celebrazioni per il Centenario dell’Indipendenza del Perù, iniziate nel 1921. L’inaugurazione ufficiale avvenne l’11 novembre 1923.
Dopo diversi anni di lavoro, nel 1972 il museo, è passato sotto l'amministrazione del National Culture Institute. L'istituzione ha ricevuto nel 1989 e 1980, delle donazioni da parte di artisti contemporanei italiani e la collezione definitiva è aumentata di altre 35 opere artistiche. Sin dal 1991, sono stati effettuati maggiori sforzi per riprendere la costruzione e la collezione del museo stesso, al fine di rivalutarlo. 
Finora, i progressi sono stati realizzati grazie al supporto costante dell'Ambasciata italiana e dell’Association of Friends of the Museum of Italian Art. 

## Il museo
L'edificio è rimasto aperto dall'inaugurazione. Il progetto è stato affidato all'architetto italiano Gaetano Moretti, autore anche di The Chinese Fount , dono della comunità cinese per la celebrazione dell'indipendenza. Si trova nel secondo isolato dell'Avenue Paseo de la República nel centro storico di Lima. Dispone di un ampio cortile, parcheggi e 6 sale per l'esposizione della sua collezione permanente e per le mostre temporanee che vi si tengono. Nella seconda sala è presente una grande vetrata ispirata alla Primavera di Botticelli.
Attraverso l'edificio, come nel design e negli elementi decorativi, è rappresentata l'arte antica italiana: elementi dell'architettura del Bramante; rilievi e dettagli decorativi ispirati a Donatello, Ghiberti, Michelangelo e Botticelli. La facciata è completata dagli emblemi delle principali città italiane e da due mosaici veneziani con gli uomini più famosi della storia d'Italia.
Dal 1998, il museo offre visite guidate per persone non vedenti. Tale servizio fa parte della filosofia del museo di portare l'arte e la cultura accessibile a tutti. Con degli occhiali speciali, possono toccare la collezione bronzea e le sculture marmoree: è un'esperienza unica che solo loro possono provare, perché al pubblico generale è vietato toccare le opere artistiche.

## La collezione definitiva
La prima selezione delle opere artistiche, che è appartenuta alla collezione definitiva del museo, era responsabilità di Mario Vannini Parenti. In questa maniera egli ha acquisito una collezione di più di 200 opere d'arte originali, incluso le sculture, i dipinti, i disegni, le stampe e le ceramiche. Così, nel museo è rappresentata l'arte di tutte le regioni italiane. Gran parte delle collezioni risale agli inizi del XX secolo, nonostante non sia presente un movimento all'avanguardia.

## Mostre temporanee
Il museo, oltre ad avere una delle collezioni più importanti in Perù, ha anche ospitato diverse esposizioni temporanee, come Giotto en Padua, nel 2014, della quale faceva parte la copia officiale della Cappella Scrovegni, che prima aveva fatto il giro di altri paesi europei e sud-americani. Inoltre, ha ospitato nel 2008 e 2009 Del mito del sueño. Rodin... Dalí, della quale facevano parte 30 sculture che appartenevano al Museo Soumaya, realizzate da sei artisti europei: Auguste Rodin, Salvador Dalí, Edgar Degas, Emile-Antoine Bourdelle, Pierre-Auguste Renoir e Giorgio de Chirico.